# Alaró
Alaró – gmina w Hiszpanii, w prowincji Baleary, we wspólnocie autonomicznej Balearów, o powierzchni 45,72 km². Leży na wyspie Majorka. W 2011 roku gmina liczyła 5508 mieszkańców.